# Conocephalinae
Sous-famille
Les Conocephalinae sont une sous-famille d'insectes orthoptères de la famille de Tettigoniidae. 
Elle est parfois considérée comme une famille : celle des Conocephalidae.

## Distribution
Les espèces de cette sous-famille se rencontrent sur tous les continents.

## Liste des tribus, sous-tribus et genres
Selon Orthoptera Species File (4 avril 2010) :
- Agraeciini Redtenbacher, 1891
  - Eumegalodontina
    - Ellatodon Caudell, 1927
    - Lesina Walker, 1869

  - Liarina Ingrisch, 1998
    - Acrodonta Redtenbacher, 1891
    - Amacroxiphus Ingrisch, 1998
    - Anelytra Redtenbacher, 1891
    - Bispinolakis Ingrisch, 1998
    - Eppioides Hebard, 1922
    - Eumacroxiphus Ingrisch, 1998
    - Gonatacanthus Karny, 1907
    - Goodangarkia Rentz, 2009
    - Jambiliara Ingrisch, 1998
    - Labugama Henry, 1932
    - Liara Redtenbacher, 1891
    - Liaromorpha Gorochov, 1994
    - Lichnofugia Ingrisch, 1998
    - Lubuksia Ingrisch, 1998
    - Macroxiphus Pictet, 1888
    - Odontoconus Fritze, 1908
    - Oxystethus Redtenbacher, 1891
    - Peracca Griffini, 1897
    - Pseudacrodonta Ingrisch, 1998
    - Pseudosubria Karny, 1926
    - Rhynchocerus Karsch, 1896
    - Rhytidogyne Karny, 1907
    - Sacculiphallus Ingrisch, 1998
    - Scytocera Redtenbacher, 1891
    - Scytoceroides Henry, 1932
    - Sialaiana Ingrisch, 1998
    - Viriacca Ingrisch, 1998

  - Oxylakina Ingrisch, 1998
    - Depressacca Ingrisch, 1998
    - Ischnophyllus Redtenbacher, 1891
    - Kirkaldyus Griffini, 1908
    - Nahlaksia Ingrisch, 1998
    - Oxylakis Redtenbacher, 1891
    - Paragraecia Karny, 1907
    - Paroxylakis Ingrisch, 1998
    - Tabangacris Willemse, 1966

  - Salomonina Brongniart, 1897
    - Anthracites Redtenbacher, 1891
    - Paranicsara Ingrisch, 1998
    - Salomona Blanchard, 1853
    - Trichophallus Ingrisch, 1998

  - sous-tribu indéterminée
    - Acanthacara Scudder, 1869
    - Aethiomerus Redtenbacher, 1891
    - Agraecia Serville, 1825
    - Allomenus Saussure, 1899
    - Anthracopsis Karny, 1907
    - Armadillagraecia Rentz, Su, Ueshima & Robinson, 2010
    - Austrosalomona Rentz, 1988
    - Axylus Stål, 1877
    - Bertoniella Rehn, 1911
    - Centrocephalus Brongniart, 1897
    - Cestrophorus Redtenbacher, 1891
    - Coptaspis Redtenbacher, 1891
    - Coryphodonta Bei-Bienko, 1935
    - Dectinomima Caudell, 1910
    - Dicranacrus Redtenbacher, 1891
    - Encalypta Redtenbacher, 1891
    - Episattus Brongniart, 1897
    - Eppia Stål, 1875
    - Erechthis Bolívar, 1888
    - Eschatoceras Redtenbacher, 1891
    - Eucoptaspis Willemse, 1966
    - Gallienia Brongniart, 1897
    - Habetia Kirby, 1906
    - Heminicsara Karny, 1912
    - Hyperomerus Redtenbacher, 1891
    - Kapalgagraecia Rentz, Su, Ueshima & Robinson, 2010
    - Liosternus Brongniart, 1897
    - Loja Giglio-Tos, 1898
    - Machaira Piza, 1958
    - Mesagraecia Ingrisch, 1998
    - Microsalomona Karny, 1912
    - Nannagroecia Redtenbacher, 1891
    - Neacrodonta Gorochov, 2008
    - Nicsara Walker, 1869
    - Odontocoryphus Karny, 1907
    - Oxycalypta Karny, 1914
    - Palaeoagraecia Ingrisch, 1998
    - Paralobaspis Giglio-Tos, 1898
    - Paramacroxiphus Willemse, 1961
    - Paranelytra Karny, 1907
    - Parasubria Karny, 1911
    - Parerechthis Piza, 1970
    - Philmontis Willemse, 1966
    - Pseudoliara Karny, 1907
    - Pseudomacroxiphus Willemse, 1961
    - Pseudonicsara Karny, 1912
    - Rhacoptera Karny, 1907
    - Rhytidaspis Redtenbacher, 1891
    - Secsiva Walker, 1869
    - Sphyrometopa Carl, 1908
    - Spinisternum Willemse, 1942
    - Subria Stål, 1874
    - Subrioides Willemse, 1966
    - Tamolana Kuthy, 1910
    - Uchuca Giglio-Tos, 1898
- Coniungopterini Rentz & Gurney, 1985
  -     - Coniungoptera Rentz & Gurney, 1985
    - Metholce Walker, 1871
    - Veria Walker, 1869
- Conocephalini Burmeister, 1838
  -     - Conanalus Tinkham, 1943
    - Conocephalus Thunberg, 1815 - 2 espèces en Europe de l'Ouest : Conocephalus dorsalis et Conocephalus fuscus
    - Elasmometopus Chopard, 1952
    - Enoplocephalacris Chopard, 1952
    - Euxiphidion Bruner, 1915
    - Fatuhivella Hebard, 1935
    - Karniella Rehn, 1914
    - Lipotactomimus Naskrecki, 2000
    - Luzoniella Karny, 1926
    - Megalotheca Karny, 1907
    - Naskreckiella Ünal, 2005
    - Nukuhivella Hebard, 1935
    - Odontoxiphidium Morse, 1901
    - Orchelimum Serville, 1838
    - Paulianacris Chopard, 1952
    - Thyridorhoptrum Rehn & Hebard, 1915
- Copiphorini Karny 1912
  -     - Acantheremus Karny, 1907
    - Apoecides Bolívar, 1914
    - Banza Walker, 1870
    - Belocephalus Scudder, 1875
    - Borinquenula Walker & Gurney, 1972
    - Bucrates Burmeister, 1838
    - Caulopsis Redtenbacher, 1891
    - Clasma Karsch, 1893
    - Conocephaloides Perkins, 1899
    - Copiphora Serville, 1831
    - Coryphodes Redtenbacher, 1891
    - Daedalellus Uvarov, 1940
    - Dorycoryphus Redtenbacher, 1891
    - Erioloides Hebard, 1927
    - Eriolus Bolívar, 1888
    - Eucaulopsis Hebard, 1931
    - Euconocephalus Karny, 1907
    - Eurymetopa Redtenbacher, 1891
    - Gryporhynchium Uvarov, 1940
    - Lamniceps Bolívar, 1903
    - Lanista Bolívar, 1890
    - Liliella Piza, 1980
    - Liostethus Redtenbacher, 1891
    - Lirometopum Scudder, 1875
    - Loboscelis Redtenbacher, 1891
    - Melanophoxus Karny, 1907
    - Metacaputus Naskrecki, 2000
    - Moncheca Walker, 1869
    - Montesa Walker, 1869
    - Mygalopsis Redtenbacher, 1891
    - Neoconocephalus Karny, 1907
    - Oxyprora Stål, 1873
    - Panacanthus Walker, 1869
    - Parabucrates Scudder, 1897
    - Paroxyprora Karny, 1907
    - Pedinostethus Redtenbacher, 1891
    - Phaneracra Uvarov, 1936
    - Phoxacris Karny, 1907
    - Plastocorypha Karsch, 1896
    - Pluviasilva Naskrecki, 2000
    - Poascirtus Saussure, 1899
    - Podacanthophorus Naskrecki, 2000
    - Pseudorhynchus Serville, 1838
    - Pyrgocorypha Stål, 1873
    - Ruspolia Schulthess Schindler, 1898 - 1 espèce en Europe de l'Ouest : Ruspolia nitidula Scopoli, 1786
    - Santandera Koçak & Kemal, 2008
    - Sphodrophoxus Hebard, 1924
    - Vestria Stål, 1874
    - Xestophrys Redtenbacher, 1891
- Euconchophorini Gorochov, 1988
  -     - Amblylakis Redtenbacher, 1891
    - Colossopus Saussure, 1899
    - Euconchophora Brongniart, 1897
    - Odontolakis Redtenbacher, 1891
    - Oncodopus Brongniart, 1897
- tribu indéterminée
  -     - Ebneria Karny, 1920
    - Graminofolium Nickle, 2007
    - Nemoricultrix Mello-Leitão, 1940
    - Paraxiphidium Redtenbacher, 1891
    - Phlesirtes Bolívar, 1922
    - Xiphelimum Caudell, 1906

## Référence
- Burmeister, 1838 : Handbuch der Entomologie. vol. 2, part. 2, n. 1 (texte original).